# Aviació Nacional
Aviació Nacional o Força Aèria Nacional fa referència a les forces aèries que van recolzar al Bàndol Nacional durant la Guerra Civil Espanyola (1936-1939) enfront de les Forces Aèries de la República Espanyola. A més de la Força aèria pròpiament dita que feia costat als revoltats, aquests també comptaven amb el suport material i logístic de l'Alemanya nazi i la Itàlia feixista, però també amb el suport militar de dues branques militars pròpiament dites: La Legió Còndor i l'Aviazione Legionària.
En finalitzar la contesa es va fer càrrec dels efectius de l'antiga Aviació republicana i va ser substituïda pel nou Exèrcit de l'Aire, que és la unitat que ha arribat als nostres dies.

## Història

### Orígens
Quan es va produir el cop d'estat del 18 de juliol de 1936, els rebels van prendre el control de 90 avions d'un total de 400 avions que hi havia a Espanya abans de la guerra (d'aquests, no tots eren militars i molts eren avionetes civils) De fet, originalment els rebels solament van comptar amb 10 caces Nieuport-Delage NiD 52 repartits per diversos aeròdroms. I dels pilots militars, 90 es van unir als revoltats encara que aquests també van comptar amb pilots particulars (especialment els de el "Aeroclub d'Andalusia"). En aquesta situació els revoltats van enviar emissaris a Itàlia i l'Alemanya nazi sol·licitant ajuda militar i avions: Mussolini i Hitler van respondre de bon grat, i amb això va donar començament l'enviament d'ajuda militar. Els primers Junkers Ju 52 van començar a arribar al Marroc espanyol pel 29 de juliol, totalitzant l'enviament amb vint Junkers i 6 caces Heinkel He 51, acompanyats de 86 operaris de la Luftwaffe. Aleshores també hi havia arribat una desena de Savoia-Marchetti SM.81 procedents d'aeròdroms de Sardenya. D'ara endavant va seguir arribant ajuda militar de tots dos països, fins a concedir supremacia aèria als revoltats, especialment durant l'avanç de l'Exèrcit d'Àfrica en la Campanya d'Extremadura. A la fi d'agost van arribar els caces Fiat C.R.32 i van debutar sobre Extremadura, ampliant encara més l'avantatge sobre l'Aviació republicana. A causa de les derrotes de l'estiu, al setembre l'aviació republicana va ser reformada internament i des d'octubre va comptar amb l'arribada d'avions i tècnics soviètics, circumstància que li va donar la supremacia aèria.
En febrer de 1937, després de la presa de Màlaga pels revoltats, l'Aeroport de Màlaga passa a ser Base Aèria de l'Aviació Nacional i es crea l'Escola d'Especialistes de l'Aviació Nacional a fi de capacitar especialistes (mecànics, radiotelegrafistes, armers, etc.) i en 1939 es creà l'Escola d'Observadors que n'estaria funcionant fins a 1957.
La supremacia aèria republicana es va manifestar plenament durant les batalles de Jarama i Guadalajara, i del llarg setge a Madrid, on va aconseguir controlar els cels enfront d'italians i alemanys. La superioritat aèria dels republicans va començar a decaure després de la batalla de Brunete, on els Messerschmitt Bf 109 i els Heinkel He 111 de la Legió Còndor van imposar el seu domini. Les pèrdues materials de tots dos van ser il·lustratives: 100 avions republicans de les FARE enfront dels 23 que van perdre els revoltats i alemanys. Brunete va significar el començament de la superioritat aèria del Bàndol revoltat durant la resta de la contesa.

### Cap a la victòria

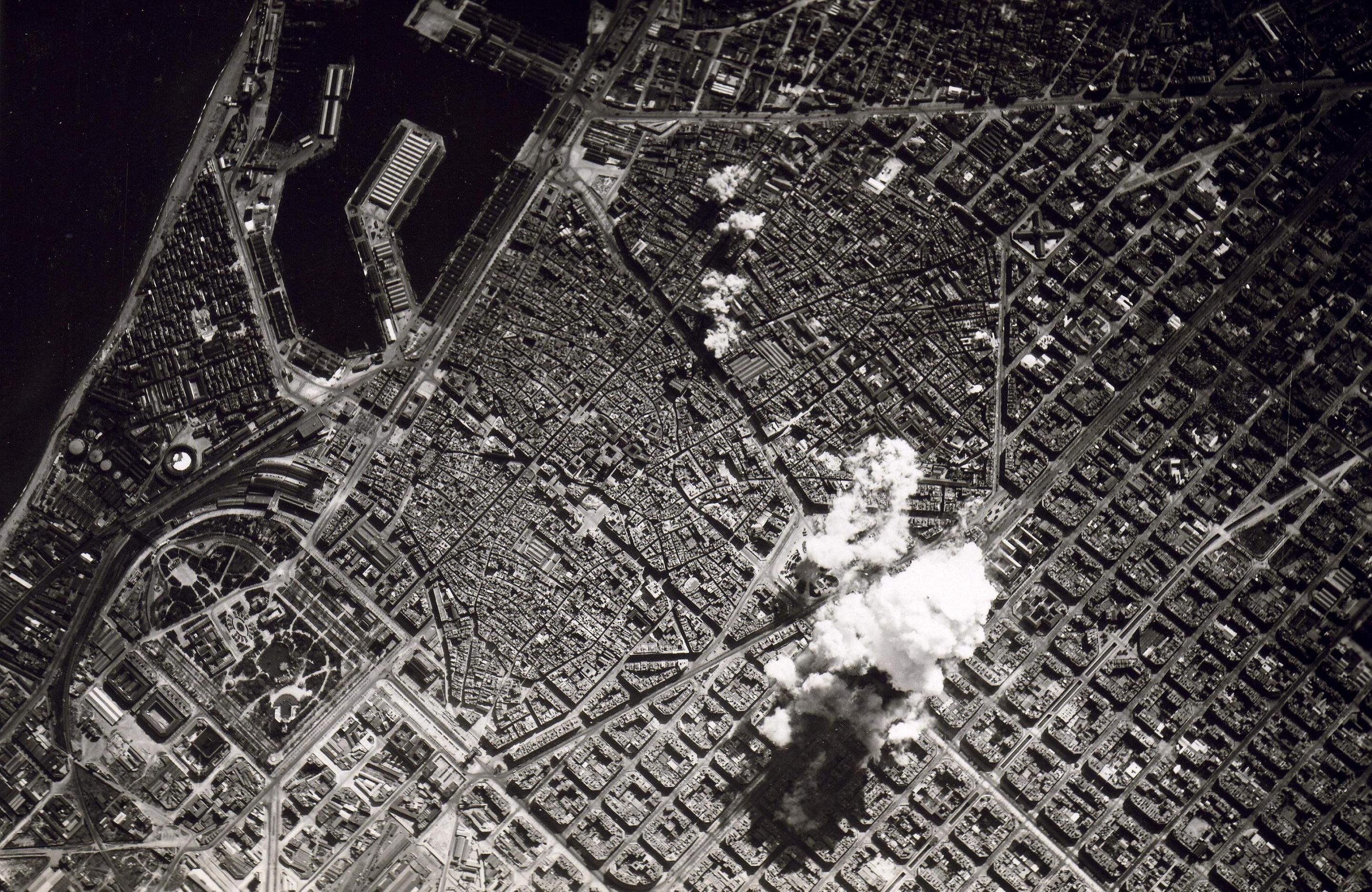
Bombardeig de Barcelona, vist des d'un avió italià (març de 1938).

La resistència de la capital va portar a un canvi de plans en el Bàndol Nacional i al fet que els objectius es van enfocar al Front Nord, on els republicans mantenien una franja territorial que s'estenia per Astúries, Santander i Biscaia. Aquí els franquistes van ostentar sempre d'una superioritat aèria gairebé total, la qual cosa es va veure reflectit al bombardeig de Guernica. Durant l'Ofensiva d'Astúries la "Legió Còndor" i els avions franquistes no van trobar a penes resposta dels republicans. Després de la caiguda del Nord, els esforços es van dirigir a altres sectors.
Durant l'ofensiva d'Aragó, juntament amb alemanys i italians va aconseguir obtenir una completa superioritat aèria, destrossant la retirada republicana i posant en pràctica algunes teories de la Blitzkrieg alemanya que després es veurien durant la Segona Guerra Mundial Els avanços van arribar al Mediterrani i van continuar cap a València, però els atacs en el Llevant es van veure detinguts a la fi de juliol amb l'inici de la batalla de l'Ebre. L'ofensiva republicana va representar una gran amenaça, per la qual cosa els revoltats, italians i alemanys van concentrar 300 avions en els aeròdroms de la zona. Durant les setmanes d'agost i setembre onades de prop de 200 avions atacaven les posicions defensives republicanes que, malgrat tot, aconseguien resistir. Els atacs contra els ponts i passarel·les sobre el riu tampoc resultaven fàcils, perquè calia llançar fins a 500 bombes per destruir un pont. Quan al novembre van acabar les operacions en l'Ebre, les forces revoltades havien sofert importants pèrdues però l'aviació republicana havia perdut més de 120 aparells i es trobava molt infringida.
L'última gran ofensiva va tenir lloc unes setmanes després, destinada a conquistar Catalunya, per a això els revoltats i els italoalemanys van reunir una força de 500 avions. Durant gener de 1939 les incursions aèries sobre la zona republicana a Catalunya van ser constants, especialment el port de Barcelona i les carreteres i els ferrocarrils. Els bombardejos també van afectar el tràfic mercant en el mar i a les línies de subministrament en la rereguarda republicana. Després de la caiguda de Catalunya, la guerra estava decidida i amb l'enfonsament del front republicà a la fi de març, l'1 d'abril de 1939 es va anunciar la fi oficial de la contesa.

## Suport germano-italià

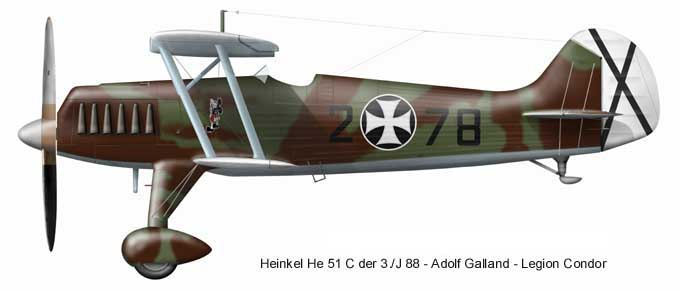
Heinkel He 51C del 3/J 88 de la Legió Còndor, pilotat per Adolf Galland.

La col·laboració entre els revoltats i la "Legió Còndor" o l'"Aviació Legionària" no va ser completa, ja que en nombroses ocasions aquesta va actuar per compte propi: Per exemple, els atacs que va realitzar contra els civils i columnes republicanes que es retiraven a la frontera francesa durant la Campanya de Catalunya, dels quals s'ha dit que no comptaven amb l'aprovació de Franco i les fortes protestes del General Kindelán
Al final de la guerra, els alemanys havien enviat uns 600 avions, entre els quals es trobaven 136 Messerschmitt Bf 109, 93 Heinkel He 111 i 63 Junkers Ju 52 Per la seva banda els italians van manar 660 avions, dels quals destacaven 350 caces Fiat C.R.32, 100 Savoia-Marchetti SM.79 i 64 Savoia-Marchetti SM.81. No obstant això, al final de la guerra alemanys i italians es van portar de tornada amb ells els models d'avió més avançats.

## Estructura
El subministrament d'avions i logística va ser a càrrec dels alemanys i italians, encara que l'empresa Hispano-Suiza havia muntat una nova factoria en Sevilla encarregada de la reparació i reconstrucció dels caces Fiat C.R.32.
Un dels seus principals comandants i organitzadors va ser el general Alfredo Kindelán, que ja s'havia destacat en l'organització de l'aviació militar durant el regnat d'Alfons XIII. D'altra banda, entre els seus membres més destacats es trobaven Joaquín García-Morato, Julio Salvador y Díaz-Benjumea, Carlos Haya o Ángel Salas Larrazábal. García-Morato es va convertir en el màxim as de l'aviació durant la contesa, amb 40 enderrocaments en el seu haver-hi, i va arribar a crear una unitat de caça pròpia denominada la "Patrulla Blava".